# Papara (Tengréla)
Pour les articles homonymes, voir Papara.
Papara  est une localité du Nord de la Côte d'Ivoire et appartenant au département de Tengréla, région du Bagoué, district des Savanes. La localité de Papara est un chef-lieu de commune.